# Tatarische Staatliche Geisteswissenschaftlich-Pädagogische Universität
Die Tatarische Staatliche Geisteswissenschaftlich-Pädagogische Universität (russisch Татарский государственный гуманитарно-педагогический университет, tatarisch Татар дәүләт гуманитар-педагогика университеты) war eine der ältesten und größten Universitäten in Russland. Seit 2011 ist sie ein Teil der Kasaner Föderalen Universität.

## Überblick
Die Pädagogische Universität wurde am 24. Oktober 1876 in Kasan gegründet (zuerst war sie ein Lehrerseminar, nach dessen Abschluss man eine Hochschule beziehen konnte). Der Name wurde einige Male geändert. In der Sowjetzeit trug sie den Namen „Kasaner Staatliche Pädagogische Hochschule“.
An ihren 16 Fakultäten studierten jedes Semester mehr als 15.000 Studenten. Nach der Vereinigung der drei Hochschulen entstanden vier neue Fakultäten, die nichtpädagogischen Zwecken dienten, hier seien die juristische Fakultät und die Fakultät für Marketing und Design genannt. Die Universität bot 28 Fachrichtungen. Die Unterrichtssprache war Russisch, aber es gab auch Fächer, die in tatarischer Sprache unterrichtet wurden.
2005 wurde die Pädagogische Hochschule mit der Tatarischen Humanitären und der Tatarisch-Amerikanischen Regionalen Hochschule vereinigt und wurde in „Tatarische Staatliche Geisteswissenschaftlich-Pädagogische Universität“ umbenannt.
Im Jahr 2011 kam es im Zuge einer Universitätsreform zur Zusammenlegung mehrerer Kasaner Universitäten, seither ist die Universität ein Teil der Kasaner Föderalen Universität.

## Aus der Geschichte
Das alte Hauptgebäude ist ein Baudenkmal aus der zweiten Hälfte des 19. Jahrhunderts. Die erste Kasaner Realschule wurde auf Anregung der Kasaner Kaufmannschaft gegründet und befand sich zuerst in einem gemieteten Gebäude in der heutigen Baumannstraße. Das Hauptgebäude wurde 1879 nach dem Projekt des Absolventen der Kunstakademie H. G. Paschkowskij erbaut. Im Gegensatz zu den Absolventen der Gymnasien konnten die Realschul-Absolventen nur Technische Hochschulen ibeziehen, und erst seit dem 20. Jahrhundert durften sie an medizinischen, physikalischen und mathematischen Fakultäten studieren. Unter den Abgängern der ersten Kasaner Realschule waren der tatarische Revolutionär Mullanur Wachitow, der später sowjetischer Parteifunktionär wurde, und der Außenminister der UdSSR Wjatschelaw Molotow.